# バシリスク (駆逐艦・2代)
|          |                                                                             |
| 艦歴     |                                                                             |
| 発注     | 1929年3月4日                                                                |
| 起工     | 1929年8月19日                                                               |
| 進水     | 1930年8月6日                                                                |
| 就役     | 1931年3月4日                                                                |
| 退役     |                                                                             |
| その後   | 1940年6月1日に戦没                                                          |
| 除籍     |                                                                             |
| 性能諸元 |                                                                             |
| 排水量   | 基準 1,360トン、満載 1,790トン                                              |
| 全長     | 98.5 m (323 ft)                                                             |
| 全幅     | 9.83 m (32.3 ft)                                                            |
| 吃水     | 3.73 m (12.2 ft)                                                            |
| 機関     | アドミラリティ・ボイラー3基、パーソンズ式蒸気タービン2基2軸推進、34,000 shp |
| 最大速   | 35.25ノット (65,3 km/h)                                                     |
| 航続距離 | 4,800カイリ（15ノット時）                                                   |
| 乗員     | 138名                                                                       |
| 兵装     | 4.7インチ砲4門 2ポンド対空砲2門 21インチ魚雷発射管8門                       |

バシリスク (HMS Basilisk, H11) はイギリス海軍の駆逐艦。B級。

## 艦歴
ジョン・ブラウン社で建造。1929年8月19日起工。1930年8月6日進水。1931年3月4日就役。
「バシリスク」は最初地中海の第4駆逐群に、次いで本国艦隊に所属した。だが、より近代的な駆逐艦が多数就役してきたことから、「バシリスク」は1939年には予備艦隊に編入された。第二次世界大戦が始まると現役に復帰し、第19駆逐群に所属してイギリス周辺での船団護衛やドーバー海峡の哨戒などに従事した。
1939年11月12日から13日にかけての夜、「バシリスク」は姉妹艦「ブランチ」とともに敷設巡洋艦「アドヴェンチャー」を護衛した。この3隻は、少し前にドイツ軍によって敷設されたテムズ川河口の機雷原に入ってしまい、「アドヴェンチャー」が大破し、「ブランチ」は沈没した。
4月からは、ドイツ軍のノルウェー侵攻によって始まったノルウェーでの作戦に従事した。
次いで、1940年5月からはダンケルクからの撤退作戦（ダイナモ作戦）に参加した。6月1日、「バシリスク」はドイツ軍機の攻撃で大破し、駆逐艦「ホワイトホール」によって処分された。